# Video Pieces
Video Pieces est une vidéo de promotion du groupe de heavy metal britannique Iron Maiden d'environ 17 minutes, produite en 1983. Elle contient quatre clips promotionnels du groupe, extraits des albums The Number of the Beast et Piece of Mind :
- Run to the Hills 3:52
- The Number of the Beast 4:51
- Flight of Icarus 3:53
- The Trooper 4:10

La vidéo musicale était à l'époque balbutiante, ce qui donne un cachet rétro caractéristique à cette production.

## Personnel
- Bruce Dickinson : chanteur
- Steve Harris : bassiste
- Dave Murray : guitariste
- Adrian Smith : guitariste
- Nicko McBrain : batterie